# Народный (муниципальный округ)
Наро́дный — муниципальный округ в составе Невского района Санкт-Петербурга (до 1 января 2013 года — муниципальный округ N 53). Расположен на восточной окраине города, ограничен с запада и юга Невой, с севера улицами Крыленко и Тельмана. Включает в себя исторические районы Весёлый посёлок, Сосновка, Уткина заводь, Русановка.
Численность населения — 68590 человек (по состоянию на 1 января 2022 года)
Основные улицы: Народная (переходящая в Мурманское шоссе), Дальневосточный проспект, проспект Большевиков, Октябрьская набережная, Русановская улица.
Значительную часть территории района занимают промышленные зоны. Основной жилой массив — вдоль Народной улицы. На территории района располагается грузовая железнодорожная станция Нева. Пассажирский транспорт — автобус, троллейбус (единственная линия по Народной улице и проспекту Большевиков), трамвай (единственная линия по Народной улице и Дальневосточному проспекту).
Глава МО — Соловьева Татьяна Владиславовна, глава Местной администрации — Сучилин Игорь Валерьевич.

## История
Исторически на территории современного МО МО Народный располагались деревни Сосновка (и одноимённая усадьба), Уткина Заводь и небольшой поселок для рабочих электростанции, которая получила название "5-я ГЭС Красный Октябрь. Земли усадьбы Сосновка граничили с Малым Рыбацким проспектом, находившимся на месте нынешней Народной улицы. За особняком начинался громадный Черновский лес, который местами переходил в настоящий бор и изобиловал живописными прудами с беседками на островах. Сегодня усадьба Чернова и парк Сосновка — крошечный уголок старины на правом берегу Невы. В XVIII в. селение, располагавшееся при впадении реки Утки в Неву и объединившее несколько бывших деревень, стало именоваться Уткиной Заводью.

## Герб
В зелёном поле с лазоревой (синей, голубой) оконечностью, обременённой серебряной рыбой — золотая башня, выходящая снизу с такой же остроконечной кровлей, завершенной шпилем, сопровождаемая по сторонам поверх деления — двумя серебряными ветвями липы с такими же листьями и соцветиями; по углам вверху — двумя золотыми сообращенными летящими вверх утками.
Золотая шатровая башня с остроконечной кровлей символ исторической усадьбы Сосновка — ныне — архитектурной достопримечательности, расположенной на правом берегу Невы (Октябрьская набережная, д. 72). Две сообращенные летящие утки символизируют исторический поселок Уткина Заводь, две серебряные ветки липы — обилие зелени, красоту природы, а также расположение МО МО Народный на самой границе города, а символ реки Невы — серебряная рыба в лазури.

## Население
| 2002    | 2010    | 2012    | 2013    | 2014    | 2015    | 2016    |
| ------- | ------- | ------- | ------- | ------- | ------- | ------- |
| 52 580  | ↗58 257 | ↗58 964 | ↗59 898 | ↗61 065 | ↗62 129 | ↗63 237 |
| 2017    | 2018    | 2019    | 2020    | 2021    | 2023    | 2025    |
| ↗64 059 | ↗65 144 | ↗66 389 | ↗67 591 | ↗78 796 | ↗79 305 | ↗81 210 |